# Castrezzato
Castrezzato (lombardul: Castrezàt) település Olaszországban, Lombardia régióban, Brescia megyében. Lakosainak száma 7579 fő (2023. január 1.). Castrezzato Castelcovati, Chiari, Coccaglio, Comezzano-Cizzago, Rovato és Trenzano községekkel határos.

## Népesség
A település lakossága az elmúlt években az alábbi módon változott:
| Lakosok száma | 7139 | 7196 | 7579 |
|               | 2017 | 2018 | 2023 |